# Shibam
Shibam is een stad in het Jemenitische gouvernement Hadramaut.
De stad stamt al van voor de jaartelling maar werd in de 16e eeuw herbouwd. Door ruimtegebrek ging men al snel in de hoogte bouwen en ontstonden gebouwen tot wel tien verdiepingen hoog. Er staan zo'n 500 gebouwen die elk door slechts één familie bewoond worden. Steeds als de familie groeit en er ruimtegebrek ontstaat wordt er een verdieping toegevoegd.
De gebouwen zijn opgetrokken uit leem en afgewerkt met een laagje kalksteen of gips waardoor de buitenkant waterafstotend is. Doordat leem kwetsbaar is voor water moeten de gebouwen regelmatig onderhouden worden. Tegenwoordig zijn de meeste gebouwen aangesloten op de waterleiding maar door de bijbehorende lekkages zijn veel gebouwen in een slechte staat geraakt.
Shibam wordt ook wel het Manhattan van de woestijn genoemd. De stad wordt omringd door een zeven meter hoge muur met slechts één toegangspoort. De stad werd in 1982 toegevoegd aan de Werelderfgoedlijst.

## Afbeeldingen

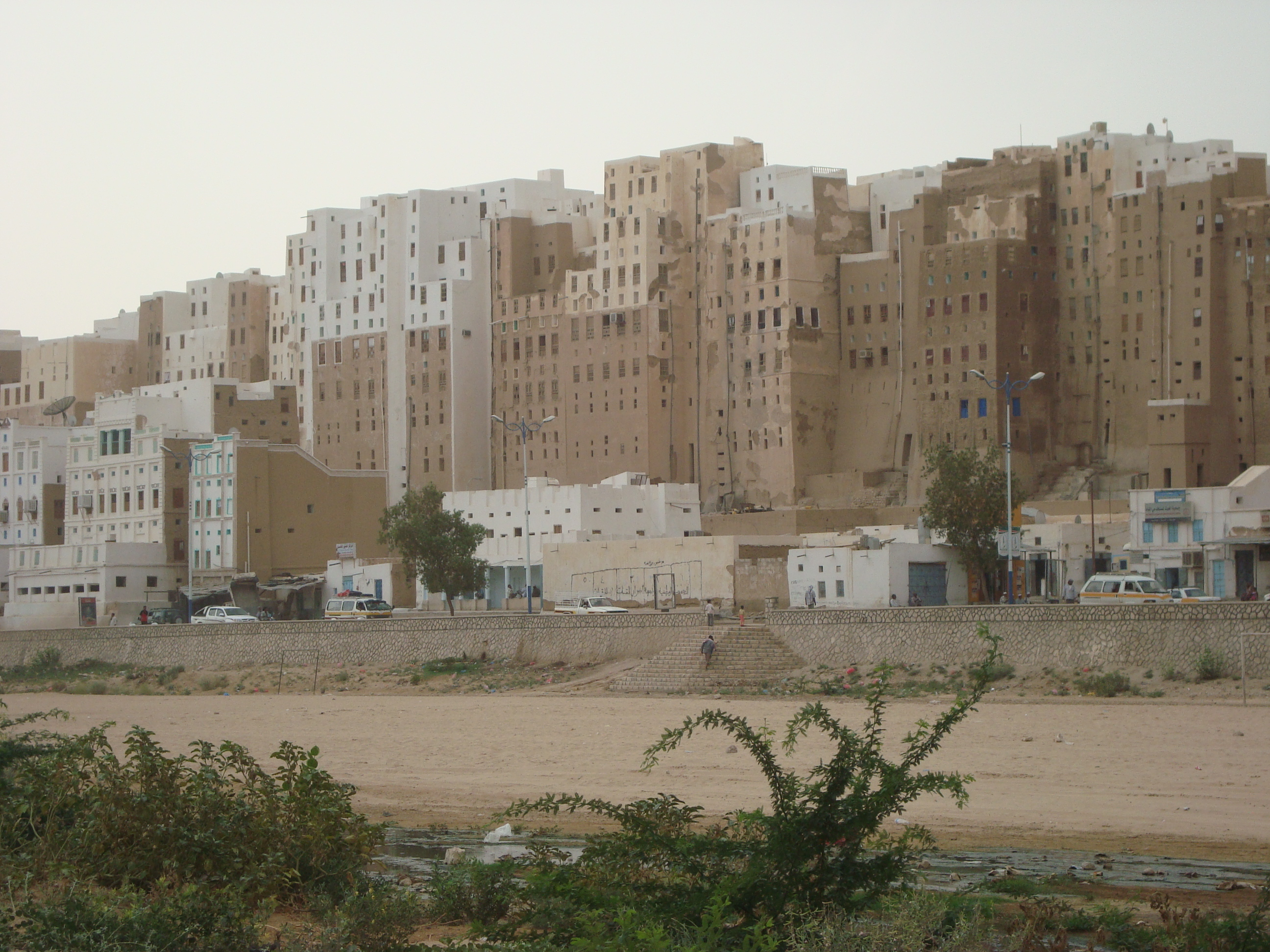
Gebouwen in Shibam.
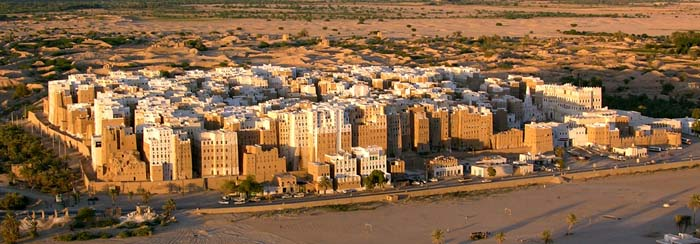
De stad vanuit de lucht
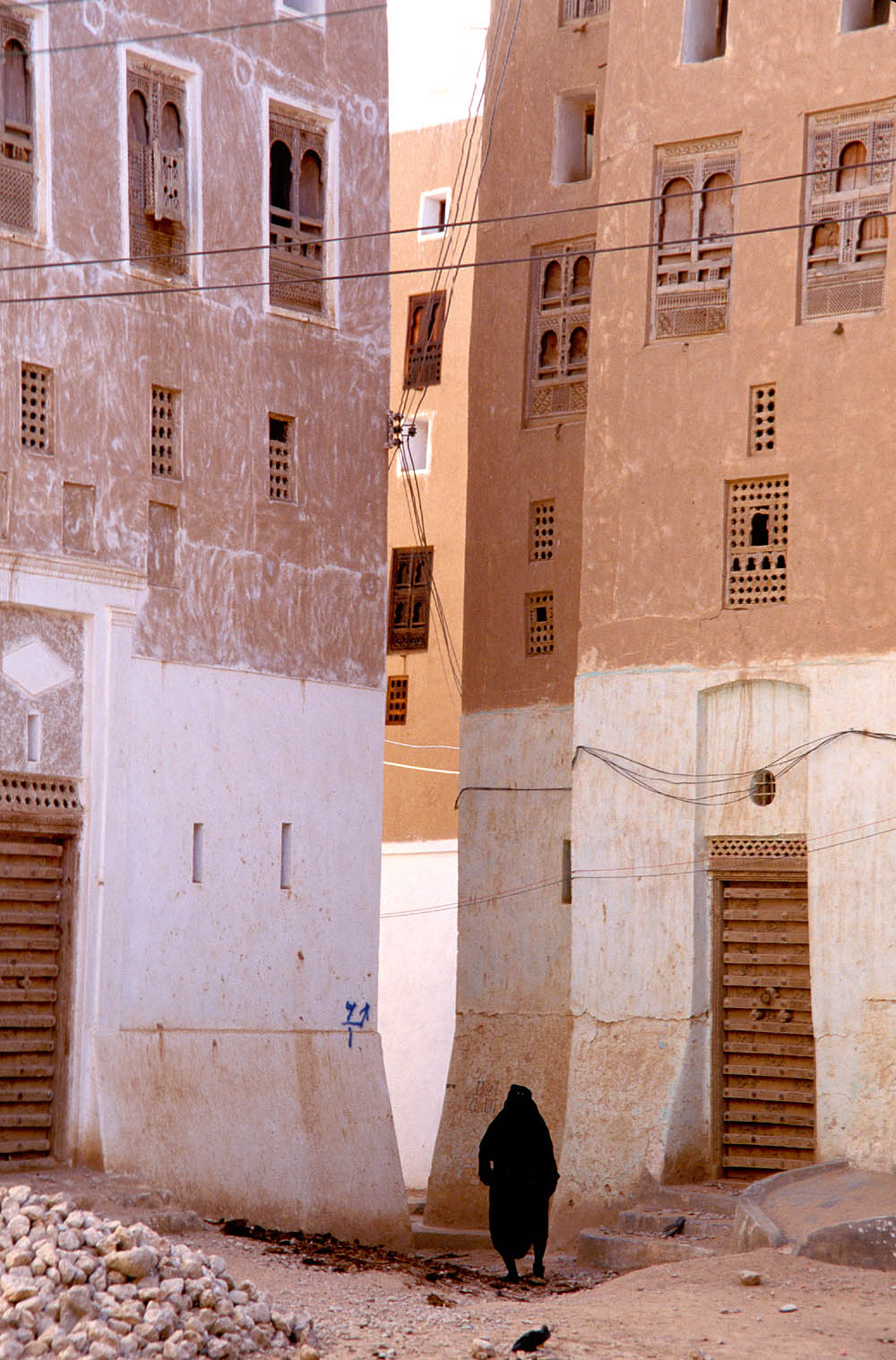
Steeg in Shibam.

- Library of Congress Control Number: n87898044
- Nationale Bibliotheek van Israël: 987007562415405171
- Virtual International Authority File: 154868327